# The Raging Honkies
The Raging Honkies waren ein kalifornisches Rock-Trio. Es handelte sich um ein kurzlebiges Projekt der Brüder Michael Landau und Teddy Landau sowie dem Schlagzeuger Abe Laboriel Jr. Das Trio bezeichnete seine Musik als „Rowdy Rock ‘n’ Roll“.

## Bandgeschichte
Michael Landau beschloss im Januar 1994 gemeinsam mit seinem Bruder Teddy, Musik als Trio zu veröffentlichen und sie gründeten in Los Angeles The Raging Honkies.  Alle Musiker, mit denen Landau bis dahin als Burning Water und in anderen Projekten zusammengearbeitet hatte, konnten sich aus Zeitgründen nicht am Projekt beteiligen, sodass Landau auch den Gesang übernahm. Als Schlagzeuger engagierten die Brüder Abe Laboriel Jr. Der Bandname hat laut Landau keine tiefere Bedeutung. Während eine Probe kamen ein paar Skatepunks aus der Nachbarschaft vorbei und Landau fragte sie, wie sich das Trio nennen könne. Die Punks schlugen daraufhin The Raging Honkies vor. Die Band nahm Mitte 1994 ein Demo mit vier Songs auf und tourte noch ohne Plattenvertrag durch Bars und Clubs. Auf Grund der Zusammenarbeit mit Produzent Dave Jerden wurden weitere Lieder aufgenommen und 1995 erschien das Debütalbum We are the Best Band bei Landaus Label Unconscious Records. 1996 folgte das zweite Album Boner über das Label Intercord. Nach Tourneen durch die USA und 1997 durch Europa widmete sich Michael Landau wieder anderen Projekten.

## Diskografie
- 1995: We Are The Best Band (Unconscious Records)
- 1996: Boner (Intercord)